# Kelly Druyts
Kelly Druyts (Wilrijk, 21 oktober 1989) is een Belgisch wielrenster, die zich zowel toelegt op het baanwielrennen als op het wegwielrennen. In 2014 werd ze wereldkampioene op de scratch.
Druyts reed samen met haar jongere zussen Jessy, Demmy en Lenny, die eveneens wielrenster zijn, enkele jaren voor Topsport Vlaanderen-Pro-Duo, totdat deze ploeg na 2017 ophield te bestaan. Hun broer Gerry Druyts is ook wielrenner. In oktober 2017 vormde de wielerfamilie Druyts een onderdeel in het programma Iedereen beroemd bij de VRT.

## Loopbaan
Druyts staat vooral bekend als een goed baanwielrenster. Op nationaal niveau behaalde ze al meerdere titels. Internationaal is ze vooral top in de scratch en de puntenkoers. Zo werd ze op het WK 2012 derde in de scratch achter Katarzyna Pawłowska en Melissa Hoskins. Twee jaar later won ze de scratch op het WK, later dat jaar werd ze op het EK tweede tijdens de puntenkoers.

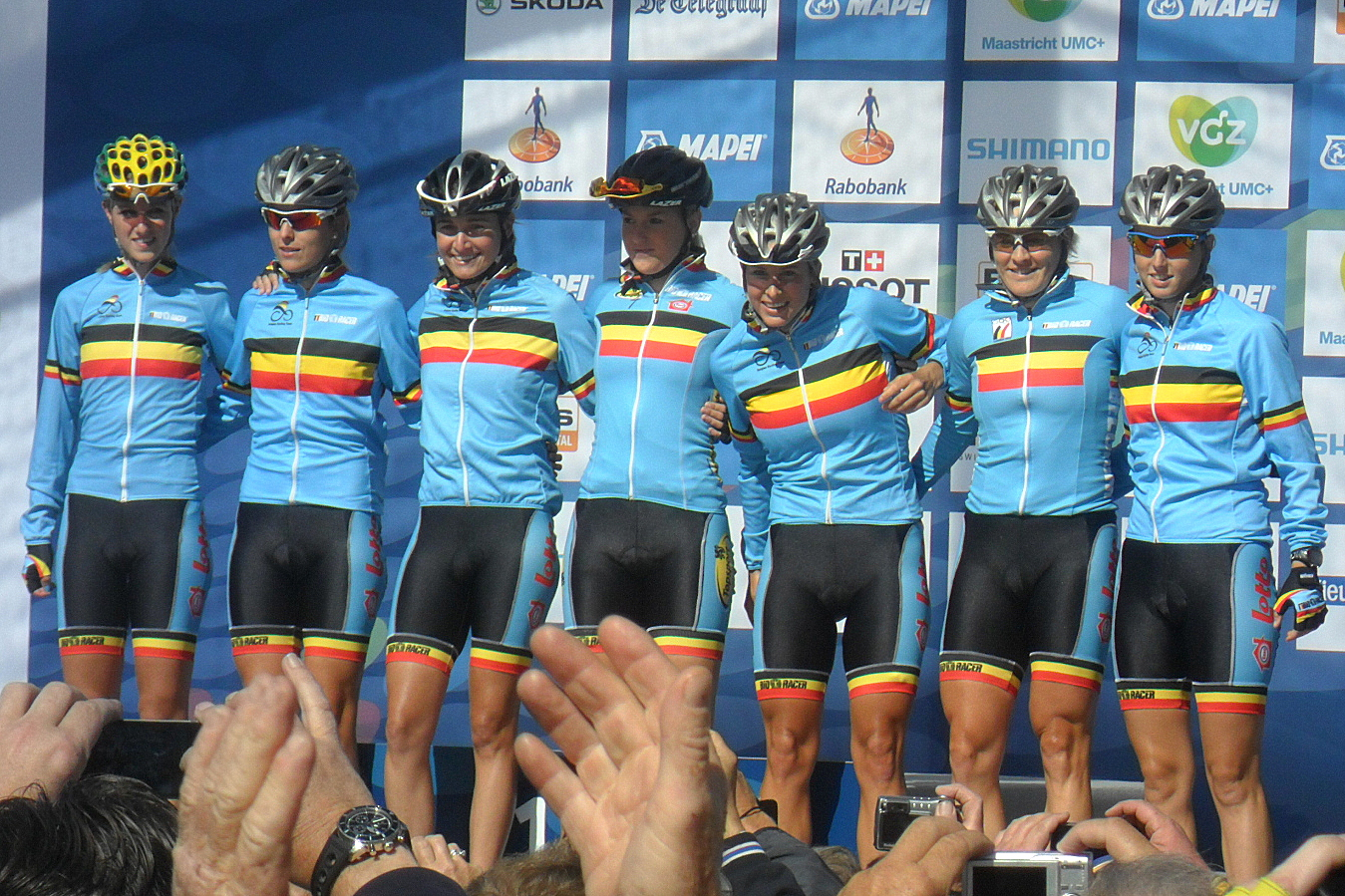
Kelly Druyts (midden) voor de start van het WK 2012 in Valkenburg.

Op de weg is ze vooral een goed sprintster. Zo behaalde ze al ereplaatsen in de Omloop Het Nieuwsblad (2009) en het BK (2009, 2010). In 2014 won ze etappes in de Holland Ladies Tour en in de Trophée d'Or. In 2018 werd ze tweede in de openingsrit van de World Tour-wedstrijd Ronde van Chongming achter Giorgia Bronzini en een week later won ze de slotetappe van de Tour of Zhoushan Island, eveneens in China.

## Privé
Druyts is gehuwd en heeft één dochter (2019) en twee zonen (2020 en 2022). Ze is woonachtig in Wijnegem, Antwerpen. Na haar zwangerschappen maakte ze telkens een comeback in het peloton.

## Palmares

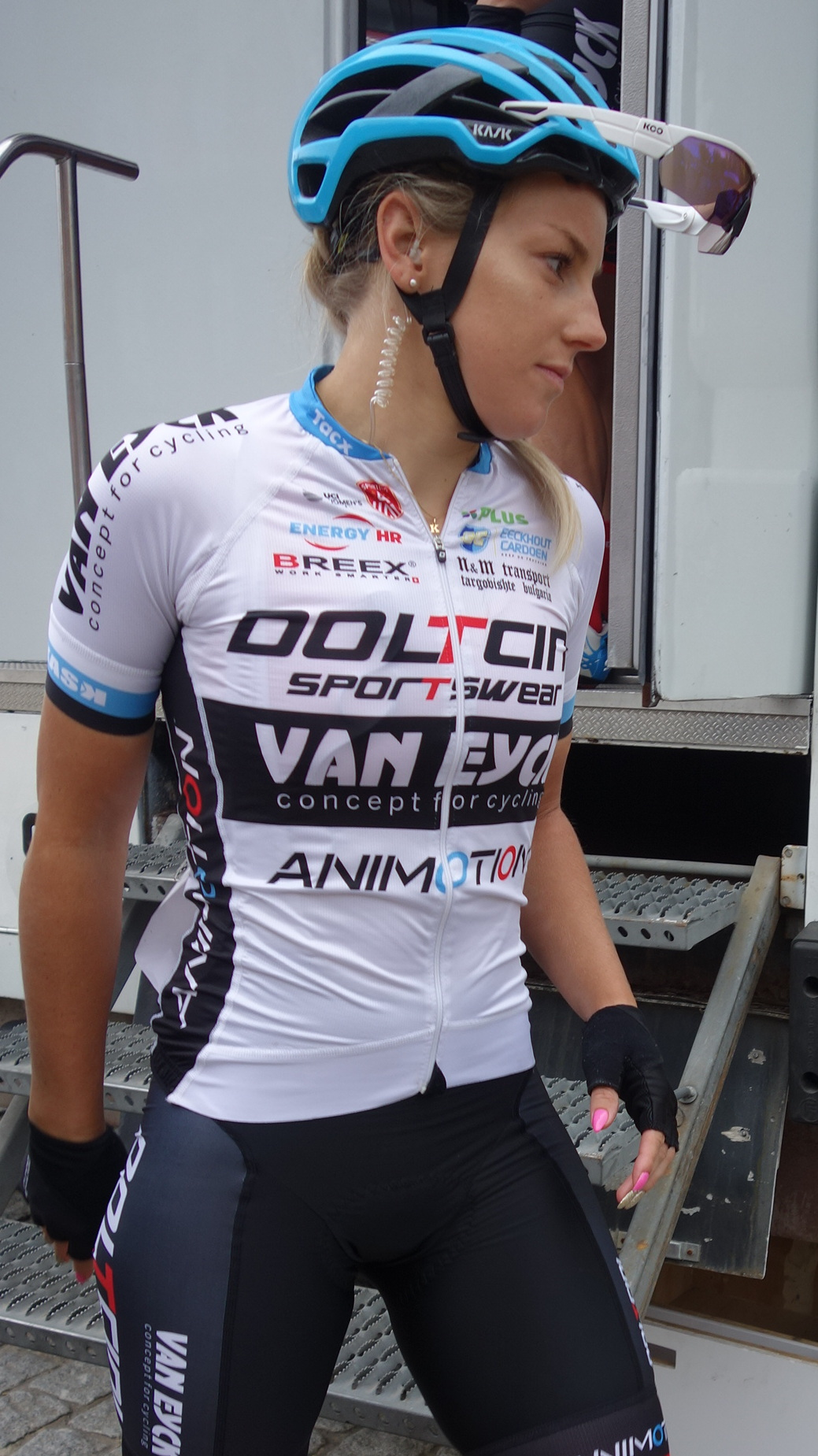
Kelly Druyts in de Lotto Belgium Tour 2019.

### Weg
2007
- Hoogstraten

2009
- Incourt
- Bauring

2011
- Provinciaal kampioene Antwerpen
- Heist Op Den Berg

2012
- Sandown Twilight Crits
- Victoria
- Provinciaal kampioene Antwerpen
- Wenduine-aan-Zee

2013
- Grote Prijs Nel De Crits  (Oostduinkerke)
- Vrasene
- Grote Prijs Frans Van Lent (Kapellen)
- Grote Prijs Coertjens Vleesconserven (Brasschaat)
- GP Café Pallieter  (Heusden)
- GP Peugeot Garage Scheerens (Dudzele)

2014
- Sylvere Maes Classic (Snaaskerke)
- Hillegem
- GP des Commercants (Le Bizet)
- Grote Prijs Dakwerken Patrick Dries en Zoon (Haaltert)
- Massemen
- 6e etappe Trophée d'Or Féminin
- 4e etappe Holland Ladies Tour

2015
- GP Wielkeszuigers (Schellebelle)
- 43e Europese Spelen

2018
- 3e etappe Tour of Zhoushan Island
- 3e etappe Panorama Guizhou

2019
- Zomergem
- Haasdonk
- Nederhasselt
- Uitbergen
- Provinciaal kampioen weg

2021
- Zomergem

2022
- 2de Provinciaal kampioenschap
- Tubize / Tubeke
- Wilrijk (Piste)

### Baanwielrennen
| Jaar     | BK | EK                             | WK       | OS       | WB                  | Overig                           |
| Beloften | Beloften                                                                                              | Beloften                       | Beloften | Beloften | Beloften            | Beloften                         |
| -------- | --- | ------------------------------ | -------- | -------- | ------------------- | -------------------------------- |
| 2009     | | ploegenachtervolging           |          |          |                     |                                  |
| 2010     | | ploegenachtervolging · scratch |          |          |                     |                                  |
| Elites   | |                                |          |          |                     |                                  |
| 2007     | achtervolging · keirin · ploegsprint · puntenkoers · 500m · omnium · ploegenachtervolging · scratch · |                                |          |          |                     |                                  |
| 2008     | omnium · keirin · ploegenachtervolging · ploegsprint · scratch · 500m · achtervolging                 |                                |          |          |                     |                                  |
| 2009     | achtervolging · omnium · ploegenachtervolging · ploegsprint · puntenkoers · 500m                      |                                |          |          |                     |                                  |
| 2010     | ploegenachtervolging · ploegsprint · 500m · omnium · scratch · achtervolging · puntenkoers            |                                |          |          | Cali: · puntenkoers |                                  |
| 2011     | achtervolging · omnium · ploegenachtervolging · puntenkoers · scratch                                 |                                |          |          | Cali: · scratch     |                                  |
| 2012     | omnium                                                                                                |                                | scratch  |          |                     |                                  |
| 2013     | 500m · puntenkoers · omnium · scratch                                                                 |                                |          |          |                     |                                  |
| 2014     | 500m · puntenkoers · scratch                                                                          | puntenkoers                    | scratch  |          |                     | IBO Gent: puntenkoers en scratch |

I.Beyen · L.Beyen · Boyd · Bras · Carrigan · De Merlier · De Vocht · De Vuyst · Decroix · Delfosse · Depoorter · Dervan · D'Hamecourt · Druyts · Du Toit · Duprez · Hierckens · Lanssens · Llaca · Schoonbaert · Steenssens · Torsius · Van Doorslaer · Van Geyt · Verbeke · Verstraete · Watt · Wright